# Platno (jezero)
Platno jezero nalazi se u Bosni i Hercegovini na planini Treskavici. Udaljeno je od Velikog jezera oko 150 metara, i nalazi se na 1580 metara nadmorske visine. Dužina jezera je oko 60 m, širina oko 30 m, a dubina oko 2 metra. U jezeru nema ribe.
Oko 500 metara od jezera se nalazi Planinska kuća "Treskavička jezera".